# Henri av Orléans, hertig av Aumale
Henri Eugène Philippe Emmanuel av Orléans, född 16 januari 1822 död 7 maj 1897, var hertig av Aumale och yngre son till Ludvig Filip I av Frankrike.
Henri av Orléans följde 1840 sin bror Ferdinand Filip av Orléans till Algeriet, och blev där generallöjtnant och överbefälhavare i provinsen Konstantine. Han ledde 1844 tåget mot Biskra och blev 1847 generalguvernör i Algeriet, i vilken egenskap han mottog Abd el-Kaders kapitulation. Vid februarirevolutionen 1848 lämnade han Algeriet och slog sig ned på Claremont House utanför London, där han ägnade sig åt ett framgångsrikt historiskt och militäriskt författarskap.
Bland hans arbeten märks:
- Lettre sur l'historie de France (1861) – en skarp vidräkning med Napoleon III.
- Les institutions militaires de la France (1867)
- Histoire des princes de Condé (7 band 1863–1896)

1870 erbjöd han förgäves, först den kejserliga, sedan den provisoriska regeringen sina tjänster men kom 1871 in i nationalförsamlingen och blev medlem av Franska akademin. Han innehade därefter flera viktiga militära poster, kommenderade 1873–77 7:e armékåren, och utnämndes 1879 till generalinspektör för armén.
Anklagad för sammansvärjning mot republiken avskedades han 1883 och förvisades jämte alla medlemmar av franska regentfamiljerna. Redan 1889 upphävdes dock utvisningsdomen, och Henri av Aumale bosatte sig på slottet Chantilly, som han ärvt efter den siste ättlingen av släkten Condé och sedan donerade till Institut de France.

## Familj
Han gifte sig 1844 med Maria Carolina av Bourbon-Bägge Sicilierna (1822–1869).
Barn:
- Louis Philippe Marie Léopold, prins de Condé (1845–1866)
- Henri Léopold Philippe Marie, hertig av Guise (1847–1847)
- François Paul, hertig av Guise (f.och d. 1852)
- François Louis Philippe Marie, hertig av Guise (1854–1872)